# Paracaryanda montana
Paracaryanda montana är en insektsart som beskrevs av Willemse, C. 1955. Paracaryanda montana ingår i släktet Paracaryanda och familjen gräshoppor. Inga underarter finns listade i Catalogue of Life.